# Heteropsis sabas
Heteropsis sabas is een vlinder uit de familie van de Nymphalidae, uit de onderfamilie van de Satyrinae. De soort is voor het eerst wetenschappelijk beschreven als Culapa sabas door Charles Oberthür in een publicatie uit 1923.
De soort komt voor in de bossen van Madagaskar. 